# Inés Prieto
Inés Prieto Saravia (Bogotá, Colombia, 10 de mayo de 1955) es una actriz de teatro, cine y televisión colombiana, reconocida por destacar en varias producciones nacionales como Amar y vivir y Pasión de gavilanes.

## Filmografía

### Televisión
| Año       | Título                                | Personaje                        | Canal              |
| --------- | ------------------------------------- | -------------------------------- | ------------------ |
| 2023-2024 | Rigo                                  | Doña Chila                       | Canal RCN          |
| 2023      | Romina poderosa                       | Gilma Galindo                    | Caracol Televisión |
| 2022      | No fue mi culpa: Colombia             | Etelvina                         | Star+              |
| 2022      | Entre sombras                         |                                  | Caracol Televisión |
| 2022      | Arelys Henao: canto para no llorar    | Profesora Gilma                  | Caracol Televisión |
| 2021      | Lala's Spa                            |                                  | Canal RCN          |
| 2020      | Inés del alma mía                     |                                  | Amazon Prime Vídeo |
| 2020      | Decisiones: Unos ganan, otros pierden | Berta                            | Telemundo          |
| 2019      | Enfermeras                            |                                  | Canal RCN          |
| 2019      | El man es Germán                      | Tía Yolanda Santos               | Canal RCN          |
| 2013      | Allá te espero                        |                                  | Canal RCN          |
| 2010-2013 | A mano limpia                         | Doña Marina de Monsalve (Casera) | Canal RCN          |
| 2010-2012 | El man es Germán                      | Tía Yolanda Santos               | Canal RCN          |
| 2011      | Tu voz estéreo                        |                                  | Caracol Televisión |
| 2010      | Amor sincero                          | Margot                           | Canal RCN          |
| 2009-2010 | Los Victorinos                        |                                  | Telemundo          |
| 2009      | El penúltimo beso                     | Luz Amparo                       | Canal RCN          |
| 2008-2009 | Doña Bárbara                          | Leoncia Mondragón                | Telemundo          |
| 2008-2009 | Aquí no hay quién viva                | Isabel                           | Canal RCN          |
| 2007-2008 | Pura sangre                           | Inés Bueno                       | Canal RCN          |
| 2007      | Decisiones                            |                                  | Telemundo          |
| 2007      | Sin vergüenza                         | Ruth                             | Telemundo          |
| 2006-2007 | La diva                               | Calavera                         | Caracol Televisión |
| 2006-2008 | La hija del mariachi                  | Lidia                            | Canal RCN          |
| 2005-2006 | La Tormenta                           | Dr. Beatriz Urquiza              | Telemundo          |
| 2004-2005 | La mujer en el espejo                 | Negrita                          | Telemundo          |
| 2003-2004 | Pasión de gavilanes                   | Hortencia Garrido de Barragán    | Telemundo          |
| 2002-2003 | La lectora                            | Eduviges                         | Canal RCN          |
| 2002      | Francisco el Matemático               | Doña Yolanda Graciela            | Canal RCN          |
| 1999-2000 | Pandillas, guerra y paz               | Madre de Blanca Morales          | Canal RCN          |
| 1999      | Yo amo a Paquita Gallego              | Gedibunda Viuda de Severo        | Cadena Dos/Canal A |
| 1991-1992 | Espumas                               | María Antonia                    | Cadena Dos/Canal A |
| 1988-1989 | Amar y vivir                          | Tulia                            | Cadena Uno         |

### Cine
- El Paseo 6 (2021)[4]
- Lokillo en: Mi otra yo (2021) — Fanny
- ¡Pa' las que sea papá! (2018)
- El man, el superhéroe nacional (2009) — Doña Nancy
- Visitas (2006) — Sirvienta
- La sombra del caminante (2004) — Marelvis
- Los niños invisibles (2001)
- Cóndores no entierran todos los días (1984)